# 康雅克
康雅克（法語：Camjac，法語發音：[kɑ̃ʒak]）是法国阿韦龙省的一个市镇，属于罗德兹区。

## 地理
康雅克（44°10'30"N, 2°22'48"E）面积23.03 平方千米，位于法国奧克西塔尼大區阿韦龙省，该省份为法国南部内陆省份，位于法國中央高原南部，北起顺时针与康塔爾省、洛泽尔省、加尔省、埃罗省、塔恩省、塔恩-加龙省和洛特省接壤。
与康雅克接壤的市镇（或旧市镇、城区）包括：康布拉泽、桑特雷斯、诺塞勒、坎斯、维欧尔河畔圣瑞斯特、托里亚克德诺塞勒。

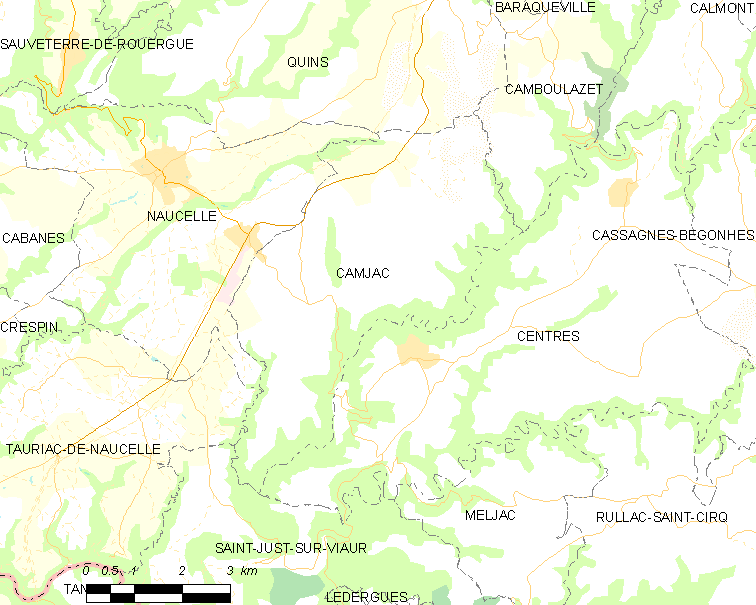
康雅克的OSM定位图

康雅克的时区为UTC+01:00、UTC+02:00（夏令时）。

## 行政
康雅克的邮政编码为12800，INSEE市镇编码为12046。

## 政治
康雅克所属的省级选区为塞奥尔-塞加拉县。

## 人口

1962-2008年间康雅克人口变化图示

康雅克于2022年1月1日时的人口数量为575人。